# Monte Empung
Monte Empung (en indonesio: Gunung Empung) es junto con el Monte Lokon, un volcán gemelo (a 2,2 km de distancia) en el norte de Sulawesi (Celebes), en el país asiático de Indonesia. Ambos se elevan por encima de la llanura de Tondano y se encuentran entre los volcanes activos de Celebes. El Monte Empung tiene un cráter de 400 m de ancho y 150 m de profundidad en la cumbre que emergió en el siglo XVIII.